# Glypta limatula
Glypta limatula är en stekelart som beskrevs av Dasch 1988. Glypta limatula ingår i släktet Glypta och familjen brokparasitsteklar. Inga underarter finns listade i Catalogue of Life.